# Dalan Lidang (Lingga Bayu)
Dalan Lidang is een bestuurslaag in het regentschap Mandailing Natal van de provincie Noord-Sumatra, Indonesië. Dalan Lidang telt 717 inwoners (volkstelling 2010).